# Georg von der Marwitz
Pour les articles homonymes, voir Marwitz.
Georg Cornelius Adalbert von der Marwitz, né le 7 juillet 1856 et mort le 27 octobre 1929, est un General der Kavallerie  de l'armée prussienne qui participe à la Première Guerre mondiale. À la tête du IIe corps de cavalerie il participe aux premières phases de la guerre sur le front ouest. Il est ensuite transféré sur le front est où prend part à la seconde bataille des lacs de Mazurie en 1915. Georg von der Marwitz participe ensuite à l'arrêt de l'offensive Broussilov. Il est ensuite envoyé sur le front de l'ouest où il prend la direction de la 2e armée allemande puis à partir du mois de septembre 1918 de la 5e armée allemande jusqu'à la fin du conflit.

## Biographie

### Famille
Georg von der Marwitz est né le 7 juillet 1856 à Stolp en province de Poméranie. Il est le fils de Adalbert von der Marwitz (de), seigneur de Klein-Nossin et Wundichow capitaine dans l'armée prussienne et de Marie Heinrichsdorff. En 1881, Georg von der Marwitz épouse Hélène von Kameke (de), fille de l'ancien ministre de la Guerre de Prusse Georg von Kameke.

### Premières années
Georg von der Marwitz fait partie du corps des cadets, le 15 avril 1875 il est sous-lieutenant au 2e régiment d'uhlans de la Garde. Du 1er octobre 1883 au 2 juillet 1886, il est élève à l'Académie de guerre de Prusse, au cours de cette période il devient lieutenant le 25 mai 1885. Il réintègre ensuite son unité. De 1888 à 1891, Georg von der Marwitz occupe un poste au Grand Quartier général à Berlin. Au cours de l'année 1891, il est muté à l'état-major de la 36e division d'infanterie de Dantzig. De 1892 au 15 décembre 1894, il commande un escadron au 2e régiment de dragons de la Garde. Le 15 décembre 1894, il est promu au grade de major et occupe un poste au sein du Grand Quartier général à Berlin. En 1896, il est muté à l'état-major du corps de la Garde ; puis de 1899 au 19 octobre 1905, Georg von der Marwitz dirige le 3e régiment d'uhlans de la Garde. Au cours de cette période, il est successivement promu oberstleutnant le 18 mai 1901, puis oberst le 24 avril 1904. Le 19 octobre 1905, il est muté comme chef d'état-major du XVIIIe corps d'armée. Le 25 mai 1907, Georg von der Marwitz commande la 1re brigade de cavalerie de la Garde ; il devient generalmajor le 21 mars 1908. Le 2 mars 1911, il commande la 3e division d'infanterie ; le 20 mars 1911 il devient generalleutnant. Il occupe le poste d'inspecteur-général de la cavalerie prussienne à Berlin à partir du 9 novembre 1912.

### Première Guerre mondiale
Au déclenchement de la Première Guerre mondiale, Georg von der Marwitz reçoit le commandement du IIe corps de cavalerie. Formé de 3 divisions de cavalerie, le IIe corps de cavalerie franchit la frontière belge et combat les troupes belges du lieutenant-général de Witte lors de la bataille de Haelen. Georg von der Marwitz combat ensuite les troupes britanniques lors de la bataille du Cateau et les troupes alliées lors de la bataille de la Marne ; son corps est en couverture et limite la progression des troupes britanniques et françaises avant de se replier derrière la Marne. Il participe ensuite à la course à la mer puis à la bataille d'Ypres. Le passage d'une guerre de mouvement à une guerre de position entraine la dissolution du IIe corps de cavalerie en décembre 1914. Georg von der Marwitz est envoyé sur le front de l'est pour prendre la direction du XXXVIIIe corps de réserve. À la tête de cette unité, il combat les troupes russes à la seconde bataille des lacs de Mazurie au début de l'hiver de 1915, il est décoré pour ces actions de l'ordre Pour le Mérite le 7 mars 1915. Au cours du mois de mars 1915, Georg von der Marwitz est transféré avec son corps d'armée à Miskolc en Hongrie ; le nom du corps d'armée est modifié et prend le nom de corps des Beskides (Beskidenkorps) d'après le nom de la chaine de montagne dans laquelle est stationnée la troupe. Après la perte de la forteresse de Przemyśl, Marwitz repousse toutes les tentatives russes d'invasion de la Hongrie au cours du mois de mars. Au début de l'automne 1915, le corps d'armée Marwitz est envoyé en Serbie en association avec le corps d'armée Gallwitz. Georg von der Marwitz tombe malade, il est contraint d'effectuer une convalescence de plusieurs semaines pour se rétablir.
En novembre 1915, Georg von der Marwitz est nommé à la tête du 6e corps d'armée sur le front de l'ouest. Il repart rapidement sur le front est où il participe à l'arrêt de l'offensive Broussilov en juin 1916. Il prend part à l'offensive contre la Roumanie. Le 6 octobre 1916, il est nommé aide de camp de l'empereur Guillaume II, fonction qu'il quitte le 17 décembre de la même année pour prendre le commandement de la 2e armée sur le front de l'ouest. Au cours du printemps 1917, il replie son armée sur la ligne Siegfried. En novembre 1917, son armée est engagée dans la bataille de Cambrai, qui voit la première utilisation massive des tanks, puis participe à la contre-attaque qui permet de reprendre la presque totalité du terrain perdu au début de la bataille. Lors du printemps 1918, Georg von der Marwitz et son armée occupe la partie centrale du dispositif allemand dans l'offensive Michael. Le 8 août 1918, son armée subit une lourde défaite lors de la bataille d'Amiens où les Allemands perdent 100 000 hommes dont 30 000 prisonniers. Le 22 septembre 1918, il prend le commandement de la 5e armée, il participe avec son armée aux combats défensifs lors de l'offensive Meuse-Argonne franco-américaine. Il conserve son commandement jusqu'à la fin de la guerre.

### Fin de carrière
Après la défaite de l'Allemagne, von Marwitz se retire de la vie publique. Il meurt à Wundichow en 1929 à l'âge de 73 ans.

## Distinctions et honneurs

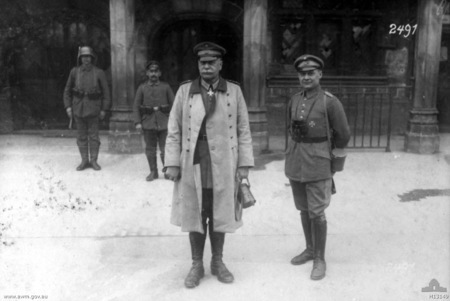
Général Marwitz près de Saint-Quentin en 1914.

- Ordre de la Couronne de Prusse, 1re classe.
- Ordre protestant de Saint-Jean
- Médaille militaire de service
- Ordre de Philippe le Magnanime
- Ordre du Mérite du duc Pierre-Frédéric-Louis
- commandeur de l'Ordre du Faucon blanc
- Ordre du Mérite (Waldeck-Pyrmont), 2e classe
- Ordre du Double Dragon (Chine), 2e grade, 1re classe
- commandeur de l'Ordre des Saints-Maurice-et-Lazare
- commandeur de l'Ordre de François-Joseph
- commandeur de l'Ordre du Lion et du Soleil, (Perse)
- Grand-croix de l'Ordre de l'Épée, (Suède)
- commandeur de l'Ordre de la Couronne de Thaïlande
- Croix de fer (1914), 1re et 2e classe
- Pour le Mérite avec feuilles de chêne

Pour le Mérite : 7 mars 1915
feuilles de chêne : 14 mai 1915
- Grand-croix de l'Ordre de l'Aigle rouge, avec feuilles de chêne et glaives
- étoile de commandeur de l'Ordre de Hohenzollern